# Забережжя
Забере́жжя — село в Україні, у Івано-Франківському районі Івано-Франківської області. Входить до складу Богородчанської селищної громади. Населення становить 865 осіб.

## Історія
Перша згадка про село — 1713 рік.

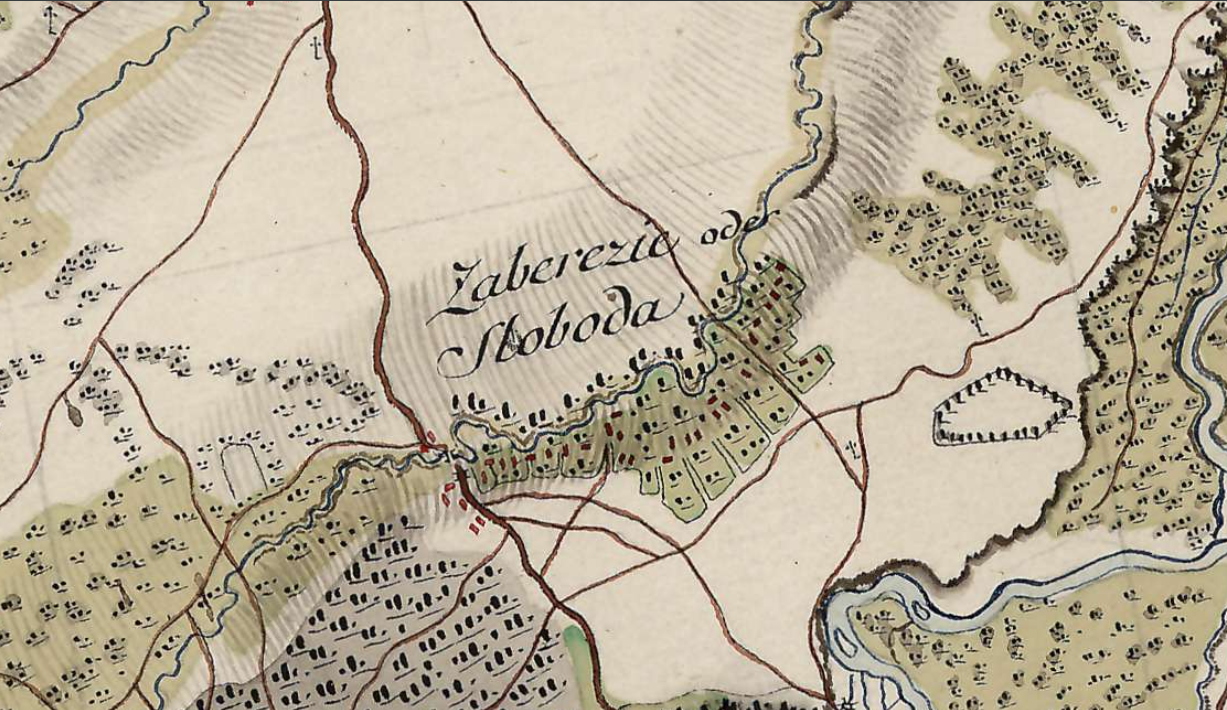
Перше детальне зображення Забережжя на мапі 1779—1783 років Фрідріха фон Міґа:
(Zaberezie oder Sloboda).

За версією Д. Бучка, назва села виникла від апелятива діалектного слова забережжя — «місце, розташоване за берегом». Назва утворена суфіксально-префіксальним способом.

### XIX сторіччя
Опис Забережжя у словнику Королівства Польського 1895 р.:
«Вздовж західного кордону на короткій ділянці протікає Бистриця Чорна, а на довшій ділянці — Лукавець, лівобічна притока Бистриці Чорної. Західну частину території перетинає Горохолинка. Усі три річки течуть з півдня на північний схід.
Сільська забудова розташована на півночі.
Територія між Лукавцем і Горохолинкою вкрита лісом.
Великі землевласники мають: ріллі — 18 морґів, сіножатей і садів — 229, пасовищ — 6 морґів;
Дрібні власники мають: ріллі — 404 морґи, сіножатей і садів — 1183, пасовищ — 19 морґів.
У 1880 році було 70 домогосподарств, 475 мешканців у громаді, 3 домогосподарства, 21 мешканець на дворянській території (9 римо-католиків, 462 греко-католики, 25 юдеїв;
460 русинів, 36 поляків).
Парафія римо-католицька — в Надвірній, греко-католицька — в Тисменичанах.
У селі є церква і однокласна школа».

### ДіяльністьУПА
6 вересня 1944 року НКВС оточили села Забережжя та Іваниківку, влаштувавши облаву, під час якої у Забережжі загинув у бою Богородчанський райпровідник ОУН Михайло Ярема.

### Ліквідація 1950—1951рр.
У результаті радянських репресій 1950—1951 років село Забережжя було ліквідоване. На той час у ньому мешкало 818 осіб, а кількість будівель становила 150.

## Населення

### Мова
| Мова       | Кількість | Відсоток |
| ---------- | --------- | -------- |
| українська | 871       | 99.89 %  |
| російська  | 1         | 0.11 %   |
| Усього     | 872       | 100 %    |

## Народились
- Гречанюк Федір Іванович (?—1946 с. Грабівка) «Бровко», «Буря» — військовий діяч, поручник УПА, командир сотні УПА «Заведії»[10].
- Шаламай Василь Зіновійович (1990—2022, Луганська область) — солдат ЗСУ, учасник російсько-української війни[11].
- Половинко Руслан Віталійович (2001—2024, Харківська область) — солдат ЗСУ, учасник російсько-української війни[12].

## Світлини

Знак в'їзду у Забережжя
Будинок культури та місцевий клуб
Заберезька школа
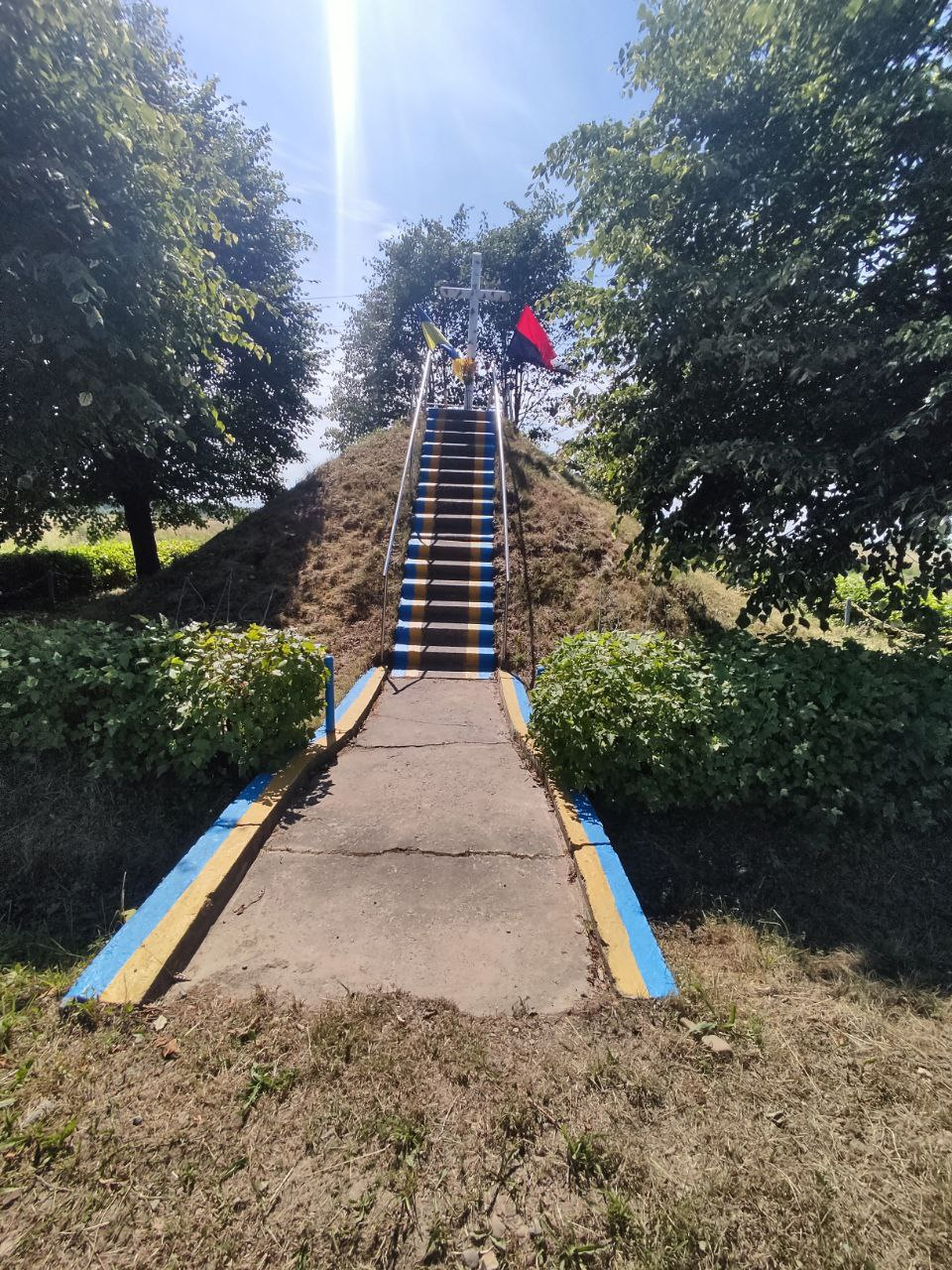
Монумент пам'яті загиблим воїнам УПА